# Casa individuală de pe str. Serghei Lazo, 6 (Chișinău)
Casa individuală de pe str. Serghei Lazo, 6 este o clădire amplasată pe str. Serghei Lazo, 6 în Chișinău, Republica Moldova. Este un monument arhitectural de importanță națională inclus în Registrul monumentelor Republicii Moldova ocrotite de stat cu nr. 149 (municipiul Chișinău). Datează de la sf. sec. XIX – înc. sec. XX.